# Тарква
Тарква — город и столица муниципального района Тарква-Нсуаэм, района в Западном регионе к юго-западу от Южной Ганы. В поселении Тарква в 2007 году проживает 34 544 человек.

## Экономика
Горное дело
Тарква — центр добычи золота и марганца. Тарква, крупный золотой рудник открытого типа, расположен к северо-западу от города, а марганцевый рудник Нсута расположен к востоку от города. Рудник Тарква добывает несколько низкосортных конгломератных «рифов» тарквайского типа. Эти рифы имеют средний протерозойский возраст. В конце XIX века между деревнями Абосо и Тамсо объединяются несколько горнодобывающих компаний. 
Рудник Тарква считается одним из крупнейших золотых рудников в Южной Гане. Ежегодно производится примерно 24 тонны золота, и 100 млн тонн земли перемещаются для достижения этого уровня производства. Iduapriem Gold Mine также находится недалеко от Тарква, в 10 км к югу от города. Золотое месторождение Тарква было открыто за несколько лет до Витватерсрандского месторождения в Южной Африке.

## Климат
Климат в районе Тарква — тропический, с сухим сезоном зимой, и сезоном дождей летом. Сезон дождей, который связан с африканскими муссонами, длится на юге Ганы с апреля по ноябрь.
Самые жаркие месяцы (с самой высокой средней максимальной температурой) — январь, февраль, март и май (32 °C). Месяцы с самой низкой средней максимальной температурой — июль и август (27 °C). Самый влажный месяц (с самым большим количеством дождя) — июнь (330 мм). Самые сухие месяцы (с минимумом дождя) — январь, февраль и август (25 мм).

## Образование
В Таркве имеются Старшая средняя школа Тарква и Старшая средняя школа Фиасеман.
В городе действует Университет горного дела и технологий.

## Транспорт
Тарква — узловая железнодорожная станция, обслуживаемая железнодорожной станцией Тарква железнодорожной корпорации Ганы.